# Kynice
Kynice település Csehországban, a Havlíčkův Brod-i járásban. Kynice Ovesná Lhota, Leština u Světlé és Číhošť településekkel határos. Lakosainak száma 109 fő (2024. január 1.).

## Népesség
A település lakosságának változását az alábbi diagram mutatja:
| Lakosok száma | 239  | 198  | 189  | 154  | 124  | 86   | 86   | 95   | 95   | 109  |
|               | 1869 | 1900 | 1921 | 1961 | 1980 | 2011 | 2016 | 2019 | 2021 | 2024 |